# José Cortaberría
José Carlos Cortaberría Gasso (* 30. August 1990 in Santa Lucía) ist ein uruguayischer Fußballspieler.

## Karriere
Der 1,91 Meter große Torhüter Cortaberría stand mindestens seit der Apertura der Spielzeit 2012/13 im Kader des Erstligisten Racing Club de Montevideo, wurde im Saisonverlauf jedoch nicht eingesetzt. In der Saison 2014/15 war der Club Atlético Torque sein Arbeitgeber. Dort bestritt er zehn Partien in der Segunda División. Anfang Oktober 2015 wechselte er zum Rocha FC. Bis zum Ende der Spielzeit 2015/16 stehen für ihn bei den Osturuguayern 21 Zweitligaeinsätze zu Buche. Im Juli 2016 schloss er sich dem Club Atlético Atenas an. Bei dieser Karrierestation wurde er jedoch in keinem Pflichtspiel eingesetzt. Anfang März 2017 verpflichtete ihn der Ligakonkurrent Cerro Largo FC. Bislang (Stand: 15. August 2017) kamen auch dort keine weiteren Zweitligaeinsätze für ihn hinzu.